# Übergangsmoor südwestlich des Gemeindeteils Hinzing

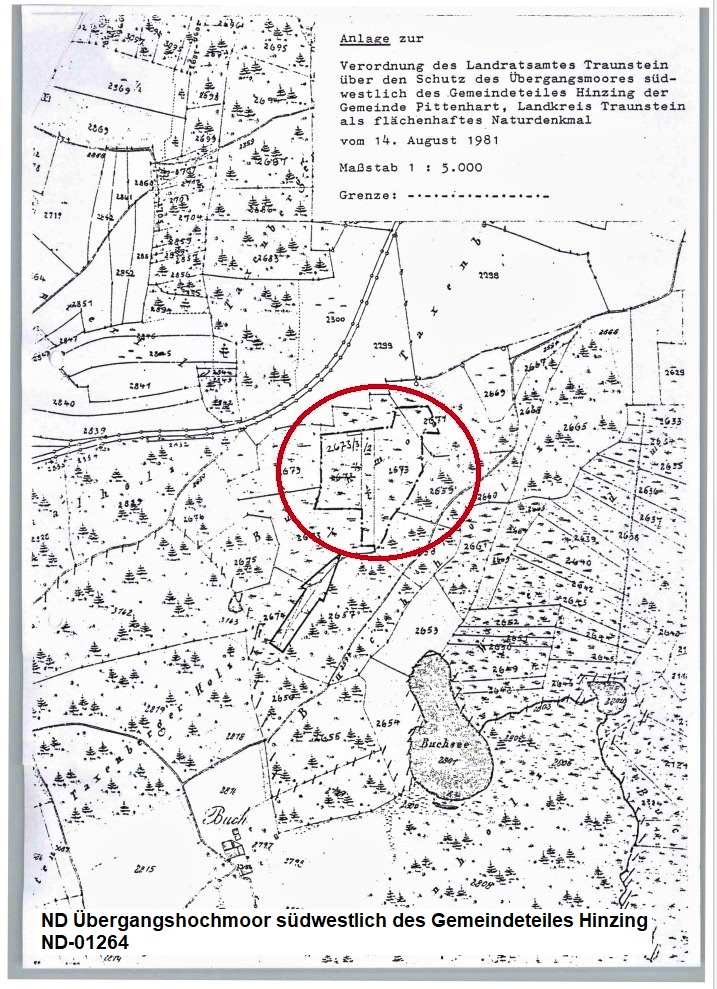
Lageplan Amtsblatt

Die Übergangsmoor südwestlich des Gemeindeteils Hinzing in der Gemeinde Pittenhart ist ein ca. 2,22 ha großes flächenhaftes Naturdenkmal im Landkreis Traunstein.
Es erhielt im August 1981 durch Verordnung des Landratsamtes Traunstein den Schutzstatus und wird vom Bayerische Landesamt für Umwelt unter der Nummer ND-01264 gelistet. 

## Schutzzweck
Das Übergangsmoor südwestlich Hinzing ist als flächenhaftes Naturdenkmal zu schützen, da es sich hier qualitativ um ein hochwertiges Biotop handelt und seine Erhaltung wegen seiner hervorragenden Eigenart und Seltenheit, seiner ökologischen, wissenschaftlichen, floristischen und faunistischen Bedeutung im öffentlichen Interesse liegt.

## Geologie
Der Bereich, in dem sich das Schutzgebiet befindet, wird in den Erläuterungen zu der Geologischen Karte von Bayern als Buchmoos beschrieben:
- Übergangsmoor, Randgebiete entwässert, teilweise Nutzung als Wiesen. Der zentrale Teil besteht aus Schwingrasen mit Weißem Schnabelried (Rhynchospora alba) und Braunem Schnabelried (Rhynchospora fusca).[1]